# 法羅人
法羅人為法羅群島上的主要族群，是日耳曼人的支系之一，蓋爾人和諾爾斯人的混血；從遺傳上來看，他們被認為是同質性相當高的民族，以信仰基督教中的路德教派為最多，大多數法羅人都居住在歐洲北海的法羅群島上。
目前的法羅群島是隸屬於丹麥的自治領，故法羅人在國籍上也算作是丹麥公民，但自1990年代以來，也不乏獨立的呼聲。過去的法羅人以漁業、畜牧業（養羊）維生，由於瀕臨海洋，發展出了相當出色的海洋文化，最為人熟知的便是他們的捕鯨活動。除此之外，法羅人也具有獨特的音樂文化，近年來盛大而多元的音樂節也為法羅文化帶來嶄新的樣貌。

## 民族分佈、人口、語言與文字

### 民族分佈
法羅人主要居住在法羅群島，而有少部分生活在冰島、挪威等其他鄰國。在法羅群島上的法羅人，有約20,000人居住在最大島斯特勒姆岛的首府托爾斯港，第二大島東島則有約10,000人居住，其餘則主要散居在沃格島、苏德岛、桑島、博羅伊島等，其他分散的小島也有多則600人、少則不及10人居住。

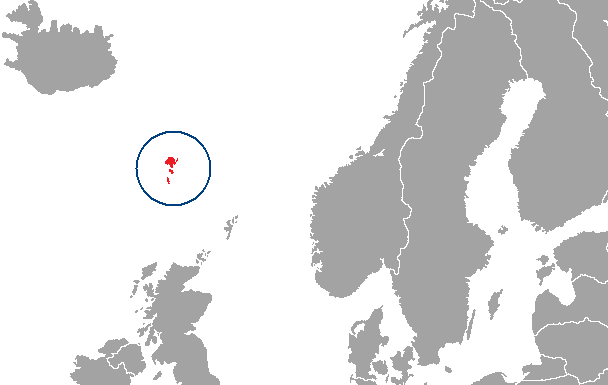
法羅群島位置圖（圓圈處）

### 人口
法羅人總人口數約有70,000人，其分布狀況如下：
- 法罗群岛 ≒ 50,000
- 丹麦 ＝ 21,687
- 挪威 ＝ 1,981
- 冰島 ＝ 500

法羅人大部分皆是丹麥國民。根據2011年的人口調查，有10%的法羅人並非出生在法羅群島，不過，在這之中僅有3%的人在丹麥王國領土之外出生。此外，調查也顯示，15歲以上的法羅人當中，有6.5%的人並非以法羅語作為母語，也有33%的人完全無法理解法羅語。
法羅群島上的法羅人有相當大的移出人口，尤其是在20歲至35歲的年齡區間，通常會為了追求更高品質的教育而出國留學；他們也往往在學業結束後回到法羅群島。然而，近幾年來，回到島上的比率已經降至50%以下。

### 語言及文字
法羅語是法羅人主要使用、法羅群島的官方語言，在當地與丹麥語的地位相等；在法羅群島上約有48,000人使用法羅語，而在全世界所有國家中，法羅語的使用者約有60,000人。不過，大多數的法羅人能夠容易地理解北歐語言，同時，他們也廣泛使用英語。
法羅語根基於古諾爾斯語發展而成，屬於印歐語系日耳曼語族北日耳曼語支西斯堪地那維亞语组；它與冰島語的關係非常接近，在對話上雖然難以互相理解，但在書面語言及文法組成上，兩者十分相似。法羅語的文法屬於屈折語，具有三種語法性別，以及四種語義格：主格、賓格、與格、屬格。
在書面語言上，法羅語使用拉丁字母拼寫，其字母如下：
| 大寫字母 | 大寫字母 | 大寫字母 | 大寫字母 | 大寫字母 | 大寫字母 | 大寫字母 | 大寫字母 | 大寫字母 | 大寫字母 | 大寫字母 | 大寫字母 | 大寫字母 | 大寫字母 | 大寫字母 | 大寫字母 | 大寫字母 | 大寫字母 | 大寫字母 | 大寫字母 | 大寫字母 | 大寫字母 | 大寫字母 | 大寫字母 | 大寫字母 | 大寫字母 | 大寫字母 | 大寫字母 | 大寫字母 |
| -------- | -------- | -------- | -------- | -------- | -------- | -------- | -------- | -------- | -------- | -------- | -------- | -------- | -------- | -------- | -------- | -------- | -------- | -------- | -------- | -------- | -------- | -------- | -------- | -------- | -------- | -------- | -------- | -------- |
|          |          |          |          |          |          |          |          |          |          |          |          |          |          |          |          |          |          |          |          |          |          |          |          |          |          |          |          |          |
| 小寫字母 |          |          |          |          |          |          |          |          |          |          |          |          |          |          |          |          |          |          |          |          |          |          |          |          |          |          |          |          |
|          |          |          |          |          |          |          |          |          |          |          |          |          |          |          |          |          |          |          |          |          |          |          |          |          |          |          |          |          |

## 地理環境

法羅群島地圖

法羅群島位居於北大西洋和挪威海中間，居於挪威與冰島之間，主要由18個島嶼組成，加上數個無人居住的無人島，其地理座標為62°00′N 06°47′W / 62.000°N 6.783°W。在丹麥語中，「Færøerne」被認為是來自古諾爾斯語中的「羊（fær）」，而字根「øerne」則被認為是丹麥語「島嶼（ø）」的複數格，因此「Færøerne」可以被理解為「羊的群島」。
法羅群島的總面積達1399平方公里（545.3平方英里），南北長113公里（70英里）、東西寬75公里（47英里），其長相大概就像是箭頭一樣。法羅群島海岸線總長達1100公里（687英里），距離海洋不超過5英里（3英里）。最高的山斯萊塔拉山海拔高882公尺（2883英尺），而島嶼的平均海拔高度則為300公尺（982英尺）。

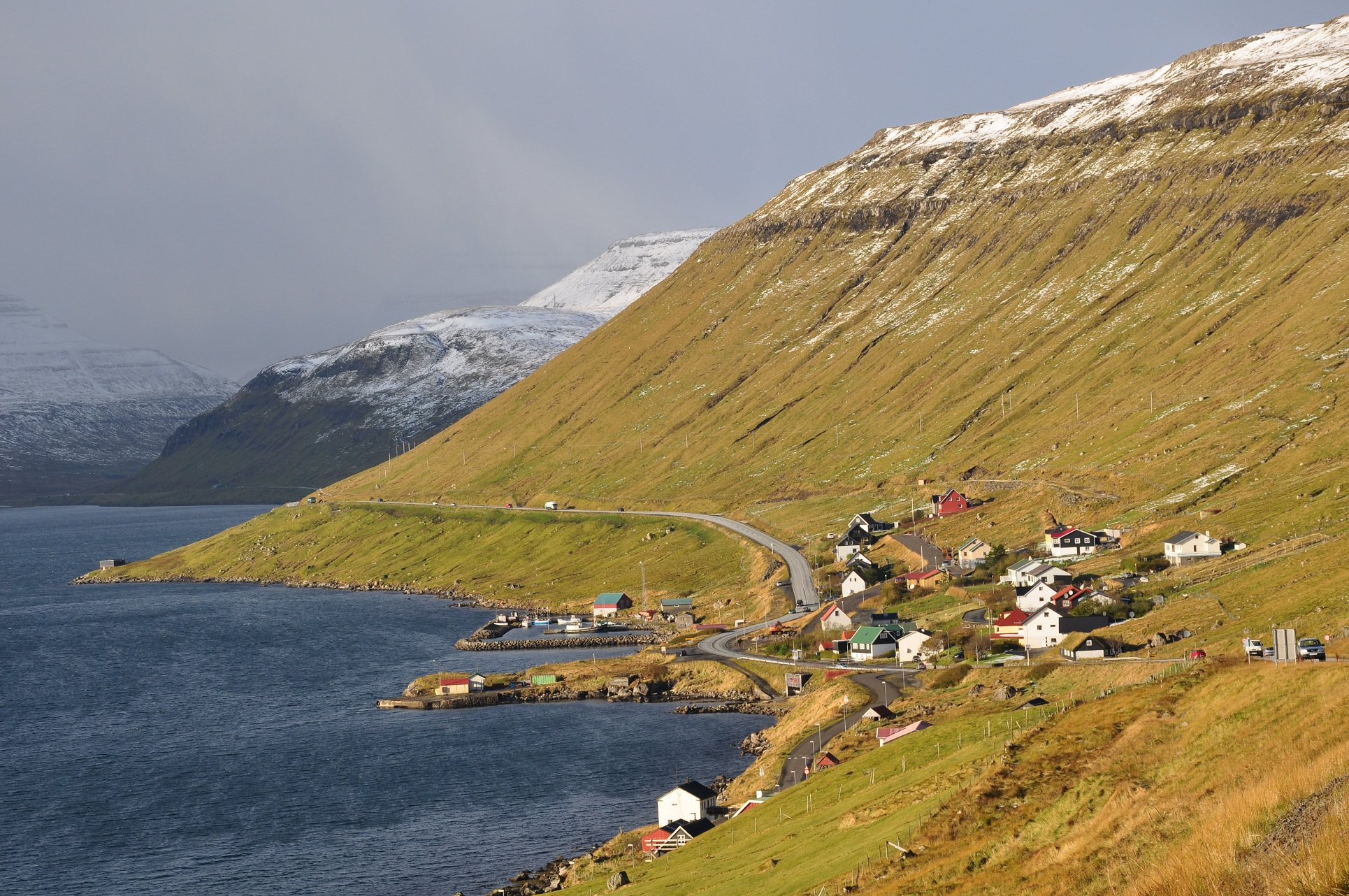
位於東島的小鎮Skipanes

法羅群島為火山島，以古老的玄武岩為主，是古近紀Thulean高原的一部分。島的地形整體而言崎嶇、多石壁，海岸也多為懸崖地形，為海鳥提供了良好的築巢空間。
法羅群島的氣候屬於溫帶海洋性氣候，但因為有北大西洋暖流流經，所以全年溫度不會低於零度，冬季並不嚴寒。只是常年大風、大雨，每年平均260個降雨日，其餘則多見陰天。由於瀕臨北大西洋，豐富的海洋資源也成為法羅人的經濟生產來源，漁業是他們生產活動中相當重要的一塊。

## 歷史沿革

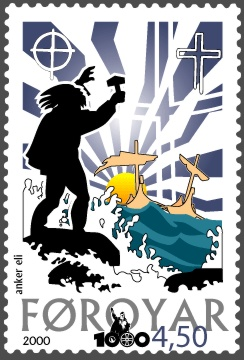
《Færeyinga saga》裡，使用索爾的槌子反抗基督教舊教的Tróndur í Gøtu。

### 早期歷史
根據考古學的研究顯示，早在公元300年左右的時間，法羅群島就已經有人們居住的痕跡，但對於他們的研究尚未明朗。
在六、七世紀時，有一群愛爾蘭的僧侶來到法羅群島，被認為是最初移入法羅群島的一群人。而後，大約在九世紀維京時代時，維京人便來到了法羅群島，他們多半是從挪威逃難而來，並在現今的托爾斯港建立起議會（Løgting）、法院，在斯堪地那維亞地區形成了獨特的文化。這段時期的歷史，可以從薩迦故事《Færeyinga saga》中略知一二；不過，它的可信度仍有待後世證實。
1035年，法羅群島正式成為了中世紀挪威王國的屬地。

### 近代：十四世紀後至二戰
十四世紀時，由於卡爾馬聯盟的建立，法羅群島與挪威一同併入了丹麥的管轄內，直到1524年成立丹麥-挪威聯合王國。1524年，流亡中的克里斯蒂安二世一度要將法羅群島和冰島割讓給英國，作為借貸的籌碼，但最終英國國王亨利八世拒絕了這項提議。
在這段時間裡，法羅群島幾乎完全受到丹麥的統治，除了貿易受到監督、市場交易被丹麥皇室壟斷以外，也被保護著免去海盜的侵擾。然而，由於距離丹麥、挪威都仍有段距離，法羅人依然保有自身獨特的語言、文化，有別於其他北歐國家。

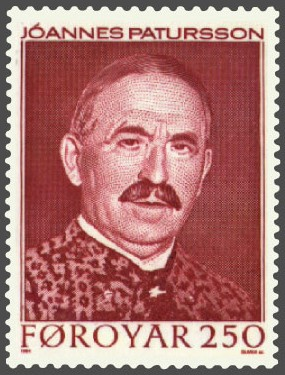
法羅獨立運動代表人物 Jóannes Patursson的肖像郵票

19世紀時，法羅群島面臨了巨大的改變。1816年時，全體議會（Løgting）被廢止，直到1852年才被重建，改為諮詢機構，但法羅群島也就成為了丹麥的海外郡；1849年，丹麥賦予法羅人兩個眾議院（Rigsdag）。1856年，針對法羅群島的貿易壟斷政策（Royal Trade Monopoly）宣告終止，很快地促成了法羅人對外貿易的發展，搭配著大規模捕撈的漁業活動開始興盛，成為了此地主要的經濟來源，法羅人的生活水平也隨之開始上升，人口逐漸增加。這段時間裡，開始有了法羅獨立運動的呼聲，最初以爭取在學校、教堂、媒體及文學中使用法羅語為開端。
延續著19世紀所發展出的民族意識，在1906年法羅人有了自己的兩個政黨：聯盟黨（Sambandsflokkurin）及自治黨（Sjálvstýrisflokkurin，後更名為Nýtt Sjálvstýri）。在丹麥讀書的學生在獨立運動裡扮演重要的角色。1919年，學生設計而成的法羅群島旗幟正式誕生。1938年，對於法羅語的限制解除，在學校、教堂可以自由的使用。
第二次世界大戰期間，由於納粹德國佔領了丹麥，為防止其侵略，英國發動了「瓦倫泰行動（Operation Valentine）」，搶先一步佔領了法羅群島，並將其作為防堵德國侵略的前哨站，直到1945年英國軍隊撤出法羅群島。在這段時間裡，法羅群島旗幟作為船隻出航的標示物，起了相當大的作用，並且被英國政府當局所承認；然而，仍有將近200位法羅漁夫因戰爭而在海上喪命，在托爾斯港的市政公園也為這些不幸失去性命的法羅人建立了紀念碑。

### 現代：二戰以後
二戰以後，因著經濟發展、民族文化的覺醒，法羅人依舊不乏爭取獨立的呼聲。1946年，一個小型的獨立公投被舉辦，但最終投票結果顯示，多數的議會成員仍然決定續留丹麥的統治之下。為了回應爭取自治、獨立的聲音，1948年丹麥通過了地方自治法案（Home Rule Act），正式決議讓法羅群島成為丹麥轄下的自治領地，這項法案使得法羅群島掌握大部分的內政自治權力，並將軍隊、貨幣等交由丹麥掌握。除此之外，2005年所簽署的《接管法》（Takeover Act），則是延續了1948年通過的自治法案，更加擴張了法羅人的自治權。

## 社會、家庭與婚姻

### 政治概況

位於托爾斯港的法羅政府

現在的法羅人，雖然大多在丹麥的統治之下，但仍自1948年以來，在法羅群島處於高度自治的狀況。不過，法羅群島並沒有加入歐盟，相關的貿易規範，則是另立條約執行。
法羅人擁有自己的議會、政府，政府的領袖被稱為「Løgmaður」，內閣成員則被稱作「landsstýrismaður」（男性）、「landsstýriskvinna」（女性）。被稱作「Løgting」的地方議會，在1816年一度被丹麥廢除，後來才重新建置，是自維京時代流傳至今的傳統，據信應是世界上最古老的議會制度。除此之外，他們也有在丹麥國會佔有兩席議員的位置。
由於有獨立的政治體制，法羅群島內共有七個政黨，基本上屬於多黨制的型態，未曾有一黨獨大的時候，組成聯合政府是常見的事情。七個政黨各有不同的立場，有些主張獨立、也有主張續留於丹麥統治下的政黨。議會共有33個席次，任期四年，選區自2008年已更改為全島單一選區。
| 政黨名稱                            | 政治立場               | 對獨立的態度 | Løgting 席次 | Folketing 席次 |
| ----------------------------------- | ---------------------- | ------------ | ------------ | -------------- |
| 聯合黨 （Sambandsflokkurin）        | 中間偏右，保守自由主義 | 丹麥聯合     | 6            | 0              |
| 人民黨 （Fólkaflokkurin）           | 中間偏右，自由保守主義 | 法羅獨立     | 6            | 0              |
| 社會民主黨 （Javnaðarflokkurin）    | 中間偏左，社會民主主義 | 丹麥聯合     | 7            | 1              |
| 共和黨 （Tjóðveldi）                | 中間偏左，民主社會主義 | 法羅獨立     | 7            | 1              |
| 進步黨 （Framsókn）                 | 中間偏右，古典自由主義 | 法羅獨立     | 2            | 0              |
| 中央黨 （Miðflokkurin）             | 中間派，基督教民主主義 | 法羅獨立     | 2            | 0              |
| 自治政府黨 （Sjálvstýrisflokkurin） | 中間派，社會自由主義   | 無特別傾向   | 2            | 0              |

### 性別與階級
過去的法羅人有非常嚴密的性別分工，男性通常出外工作，而女性負責煮飯、照顧牛隻；同時，官方的公務員等職位通常都由男性擔任。直到19世紀，開始有女性在魚類加工的工作上擔任勞工爭取薪資，或是從事教職以提升自己的社會地位。在1915年，女性被賦予參政權，現在的法羅群島已經普遍不再有男女分工的差異，並且也有許多女性擔任政府官員。一直以來，法羅人的男女地位都並未有相當大的差異，也一直是個性別平等的社會。
由於對平等主義的追求、漸進式稅收、慷慨的最低工資政策、綜合性社會福利制度等等多管齊下，加以產業結構的特殊性：有利可圖的製造業如魚類加工，以及非製造業較為搖擺不定的社會地位，已經漸漸弭平了法羅群島上階級間的差異。除此之外，過去丹麥人擁有相對較高的社會地位，如今也已慢慢消失。

### 婚姻與家庭
法羅人的婚姻是自由戀愛、單配偶制，實行新居制，在婚後通常都會搬離原生家庭，家庭組成以核心家庭為多，離婚的狀況普遍來說較少。他們也並沒有限制婚後的兩人如何決定彼此的財產分配，都是交由雙方決定。在年輕人之間，直到孩子出生前同居但不結婚，已經成為慣例。親屬關係對法羅人而言相當重要，相較於歐洲大陸鄰國更個性化、自我中心的社會結構相比，親屬關係在法羅群島有強大的作用和功能；法羅人同時也認為，家庭是在島上成功生活所必需擁有的社會、文化資本。
除此之外，雖然從未採納丹麥所通過的民事結合法案，法羅群島在經歷幾次失敗後，仍在2016年4月29日通過了同性婚姻法案三讀，這個法案同樣保障了同性伴侶領養小孩的權利。目前，法案正在等待丹麥政府的審核通過。

## 產業與生活

### 產業結構

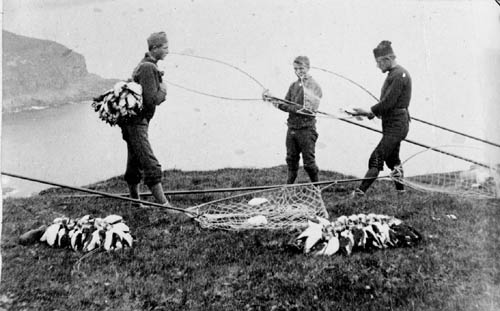
1899年時的法羅捕鳥人照片

法羅群島的氣候並不適宜農業活動，僅止於種植馬鈴薯、少許青菜；畜牧業則較為發達，以養羊為主，也有捕鳥這樣的行業。然而，法羅人有十分發達的漁業，並且有著豐富的海洋知識。在1900年後，主要的經濟來源變成了漁業及相關產業的出口貿易，一直延續至今，高度依賴漁業的經濟結構也導致他們的發展其實並不安穩，1990年代甚至遭遇了嚴重的蕭條，失業率飆高，使得他們不得不正視傳統產業與全球化經濟的連結。除此之外，近年來，觀光業也佔了法羅群島收入的一大來源，養殖漁業、海洋生物學、海洋學、生物技術等等與海洋、漁業相關的新興產業，也支撐著法羅群島的經濟。
北海石油的開採，讓法羅群島的經濟有了一線生機，政府也透過推行新的資訊科技產業與商業計劃，期望能活絡整體市場經濟，失業率則逐年降至歐洲最低點，2015年時已穩定至2.3%。在2008年經濟大衰退時，法羅群島也提供了冰島政府近5200萬美金的貸款。

### 漁業與航海

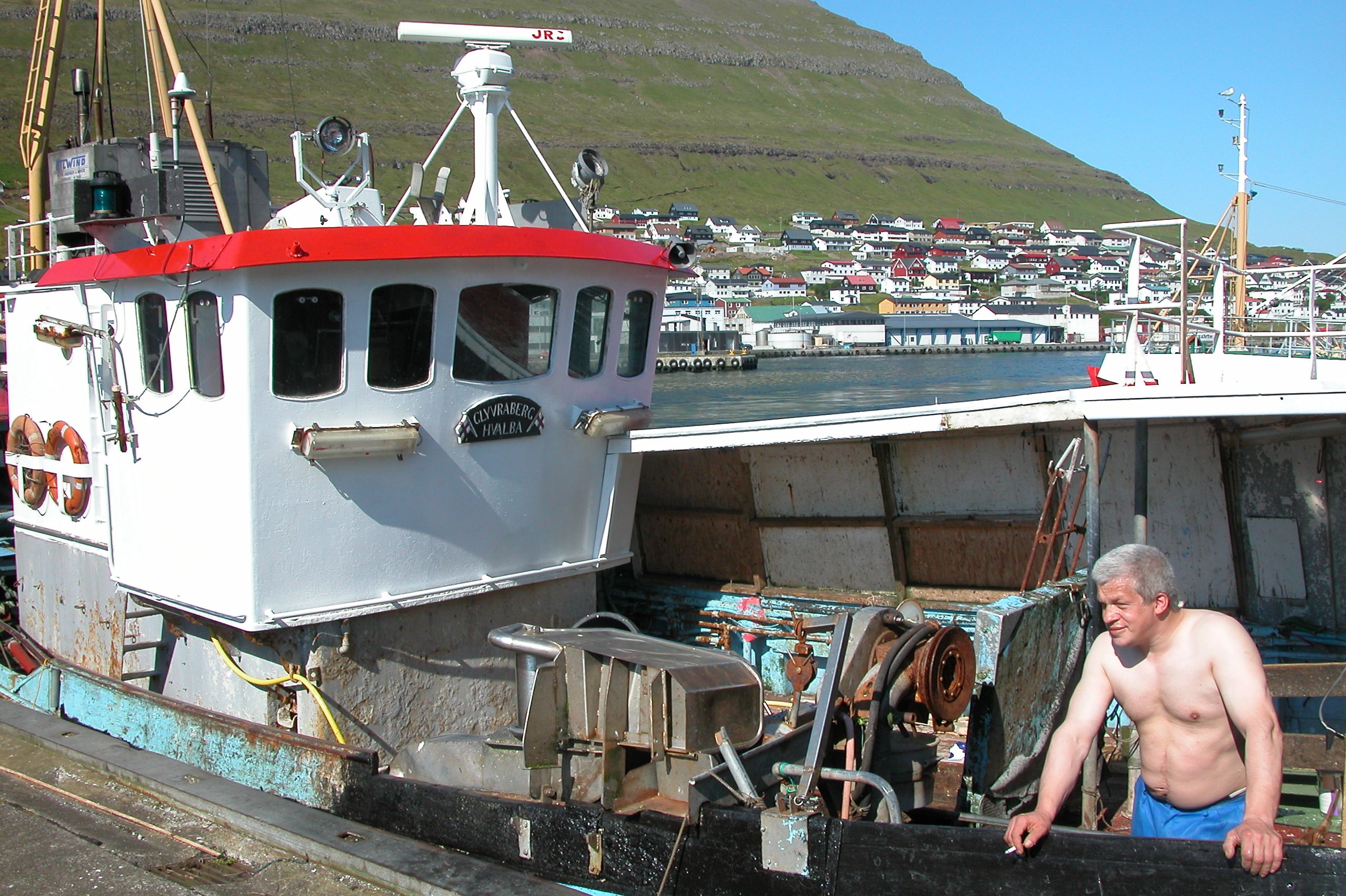
克拉克斯维克的法羅漁民與他的漁船，現今的法羅人仍有相當大的群體從事漁業

北大西洋暖流流經，海洋生態的多樣性使得法羅群島擁有豐沛的海洋資源。自19世紀以來，漁業一直是法羅人的主要經濟來源，養殖、捕撈、魚製品等產業，在總出口產值中佔了90-95%，也佔全區GDP總額的兩成，可以說是法羅群島最重要的產業。一直以來，他們都是世界主要的海產出口國家，其主要市場在歐盟，也有部份外銷至歐盟以外的國家。捕撈漁業最重要的魚類包括鱈魚、黑線鱈、綠青鱈，以及遠洋魚類如鯡魚，藍鱈和鯖魚，也有如養殖鮭魚、挪威海螯蝦等產物。由於近年來環境的變遷、過度捕撈造成的結果，法羅群島也開始重視監督捕撈漁業的狀況，確保漁獲量能夠不致短少，並且維持與其他國家的互動、配額。不過，在2013年，仍因為捕撈配額問題產生爭執，歐盟對法羅群島進行了經濟制裁，禁止了鯡魚和鯖魚的運輸，直到2014年談判，才結束了這次的制裁。
法羅人的航海技術聞名於世，在很多法羅的鄉鎮中，所有在工作年齡的男性，都會是地方捕魚或貨船船員的一份子；法羅的船員也幾乎遍布世界各地。海員們通常會離開家鄉長達四到六個月直到假日到來，在海員家庭裡的小孩，多半也不會與父親太過熟識，每天的家務勞動都由母親完成。

### 捕鯨文化

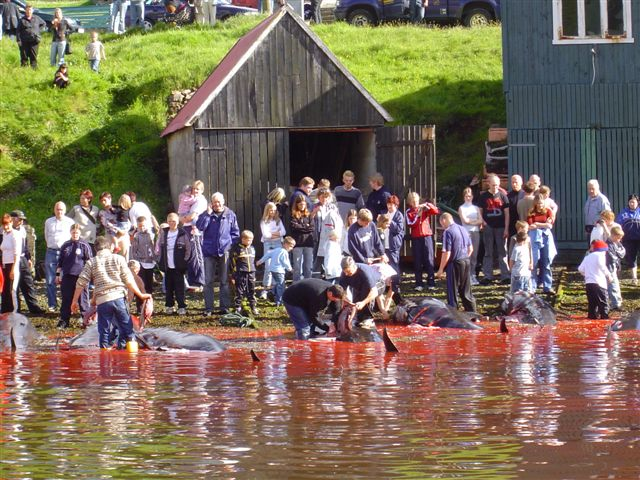
在沃格舉行的Grindadráp

由於農業資源的缺乏、土地貧瘠等原因，無法進行耕作的法羅人從很早以前就已經發展出捕鯨文化，並且一直施行至今。這樣集體捕鯨的活動在當地稱為「Grindadráp」，通常在夏季舉行，以捕獵長肢領航鯨為主、少數也會獵捕海豚，最早的紀錄可以追溯至1298年法羅最早的法典《Seyðabrævið》，實際的紀錄則可以追溯回1584年，是個有悠久歷史的傳統。對法羅人而言，這不僅是單純的狩獵活動，更是他們日用品的來源，捕鯨會是公共性、非貿易的形式，捕獲的鯨肉、鯨脂、鯨魚皮等原料，會分送給每一個家庭，而不進行販售；只有受過訓練、獲得證書的人才被准許參與Grindadráp，這些人能夠迅速、準確地透過切斷鯨魚脊部主要神經與血管來免除鯨魚的痛苦，讓牠們很快地死去。
然而，就像日本與加拿大的捕鯨活動，由於大量的集體捕獵行為，法羅人的捕鯨也受到諸多動物保護團體（例如：海洋守護者協會）與環保團體的譴責，認為這樣的行為殘忍而不人道，且是不必要的行為，因為法羅人早已不再完全藉由捕鯨來滿足日常生活所需；同時，當地法羅人也認為，媒體並沒有善盡職責來傳達對Grindadráp的正確認識，多數外地人也忽略了Grindadráp對於法羅人重要的經濟意義。
在2008年，法羅群島的首席醫療官Høgni Debes Joensen建議不要再食用領航鯨，因為這些鯨群體內含有的汞、戴奧辛、DDT等化學物質已經太高，超出了人體所能負荷的量度。然而，法羅人並沒有因此而停止食用鯨類的慣習；海洋守護者協會也未曾停止過他們對於法羅人捕鯨活動的抗議、譴責與反對行動。

### 飲食文化

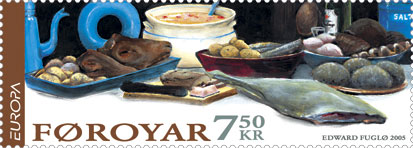
典型的法羅冬季食品，左到右：羊頭、乾燥鯨肉、鯨油、Skerpikjøt

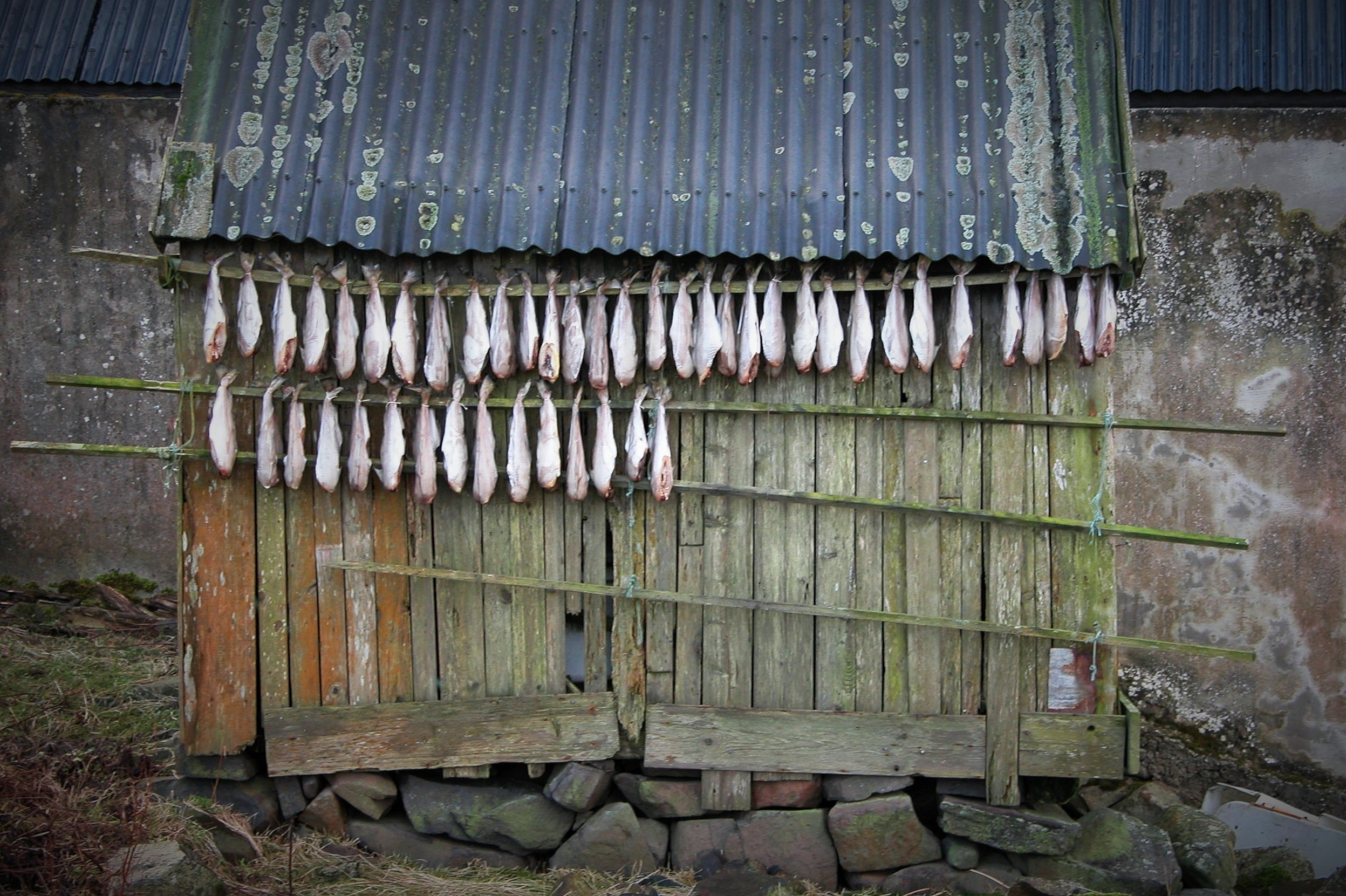
法羅群島正在被風乾的魚隻

法羅人的飲食與其產業、氣候息息相關，主要的食材有羊肉、海鮮、鯨魚肉、鯨脂等，較為特殊的則例如Skerpikjøt（風乾的羊肉）、Garnatálg（用胎膜包住內臟切片的食品）、海雀肉（Faroese Puffin）；多半以肉類組成，只有少數的蔬果類食物，澱粉類則以馬鈴薯為主。過去，他們的食物都會經過加工程序，例如使用鹽水、風乾或是熟成；如今則因為食品保鮮產業的發展，傳統的保存方式已慢慢被現代科技取代。法羅人並沒有特別的食物禁忌，不過像是貝類，就被認為是不好吃的食物。
現今的法羅人，多半仍保持過去的烹調傳統，也有部分的廚師（例如最知名的Leif Sørensen）開始嘗試結合現代與傳統技法，拒絕接受「法羅群島的食物不好吃」的古老說法，藉由巧妙地改造傳統的法羅菜色，讓它們進入高檔餐廳的行列，驚艷世界各地，同時這種推廣傳統飲食的方式，也被認為是一種抵禦全球化的行為。
除此之外，法羅人也有釀酒。第一間酒廠Föroya Bjór在1888年開始提供啤酒，也外銷至冰島和丹麥；第二間釀酒廠Okkara則在2010年成立。由於法羅群島過去不允許烈酒的生產、釀造，於是如白樺樹酒（SNAPS）、阿夸維特（Akvavitt）、Havið（白蘭地的一種）、Eldvatten（威士忌的一種）等等由法羅酒公司「DISM」出產的酒品，都是在國外生產。直到2011年，法羅群島才終於終止了這項禁令，讓島內能夠販售烈酒。

## 信仰與習俗

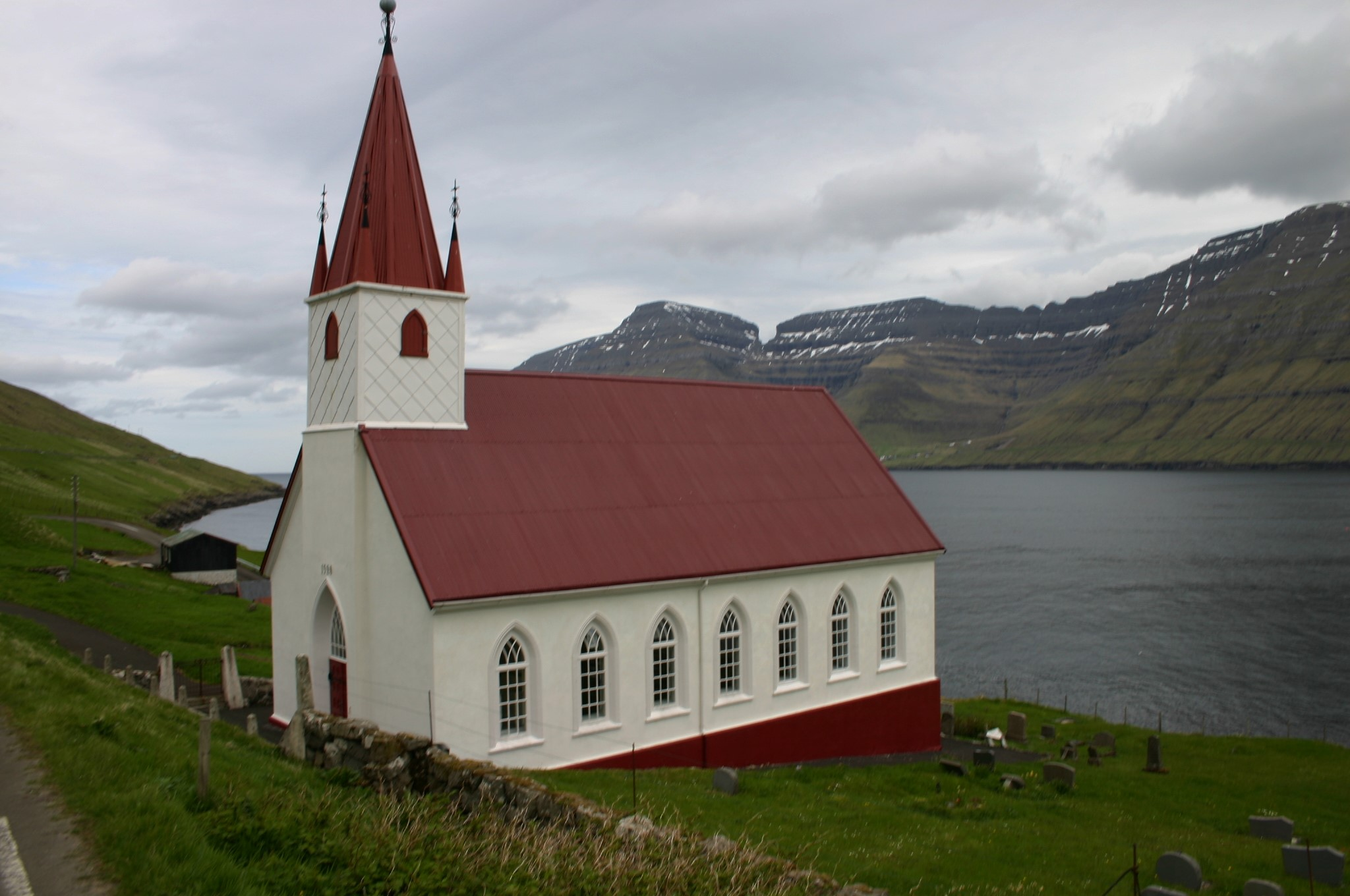
現在的法羅群島已普遍信仰基督教路德教派。圖為位於卡爾斯島Húsar的教堂

### 宗教信仰
大約在十至十一世紀之間，基督教舊教傳入了法羅群島，並且被當時的居民們所接受。這段故事可見於冰島的薩迦故事《Færeyinga saga》裡頭，Sigmundur Brestisson即被認為是接受了挪威國王的指示，將基督教信仰帶入法羅群島。不過，正如同其他的薩迦，《Færeyinga saga》的可信度仍然備受質疑。16世紀宗教改革興起，法羅群島也受到路德教派的影響，克里斯蒂安三世將路德教派傳入法羅群島，取代了原有的天主教信仰。
現在的法羅人普遍以路德教派為主要信仰，但也有部分信仰開放弟兄會、耶和華見證人。儘管有些人從維京人文化中找到了自身文化的根源，過去舊有的北歐神話、被視為異教徒的信仰，如今已在法羅信仰中不存在了。

### 聖奧拉夫節

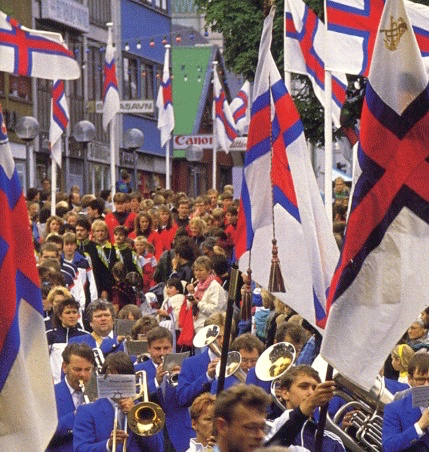
聖奧拉夫節遊行的盛況

作為丹麥的自治領地，法羅群島的節日基本上與丹麥無異。聖奧拉夫節是法羅人最大的夏日祭典，和4月25日的國旗日（Flag Day）同等重要。聖奧拉夫節是為了悼念戰爭殉道的挪威國王奧拉夫二世而舉行，在中世紀作為挪威的領地時，這個傳統節日被流傳下來，直到今天。聖奧拉夫節延續很多天，但最主要的日期是在7月28、29日；同時，它結合了文化慶典、划船賽、足球賽等等活動，可以說是非常盛大。通常，7月28日會舉辦划船賽，也會舉行開幕式，部份的工人能在當天得到半天假期；7月29日當天則多數的工人都能放全天假。
在聖奧拉夫節時，法羅人會從群島各地來到首都托爾斯港參與一系列的活動。有時候，27日會先舉行一場音樂會，但近年來已經較為少見。節日的開幕會以議員、銅管樂隊、騎馬的運動員遊行揭開，他們將會在托爾斯港遊行，最終集合在議會大樓（Løgtingshúsið og Tinghúsið），並進行演講。划船賽（Kappróðu）是聖奧拉夫節的重頭戲，同時也是法羅人盛大的活動，除了聖奧拉夫節以外，也有許多地區會在不同的時間點進行划船賽；不只獲得冠軍的船手能夠得到獎牌，船手所駕駛的划船也會受到表揚。除此之外，足球比賽Løgmanssteyp的決賽通常也會在聖奧拉夫節時舉行。
各類運動比賽以外，聖奧拉夫節也有許多關於法羅傳統的活動，像是開放給每個人參與的連鎖舞（Chain Dance），就會在托爾斯港的劇院「Sjónleikarhúsið」舉行；也會有民謠演唱的活動，以及數千人聚集在市中心舉行的「午夜頌（Midnáttarsangur）」，都能體現聖奧拉夫節的盛況。

### 音樂節

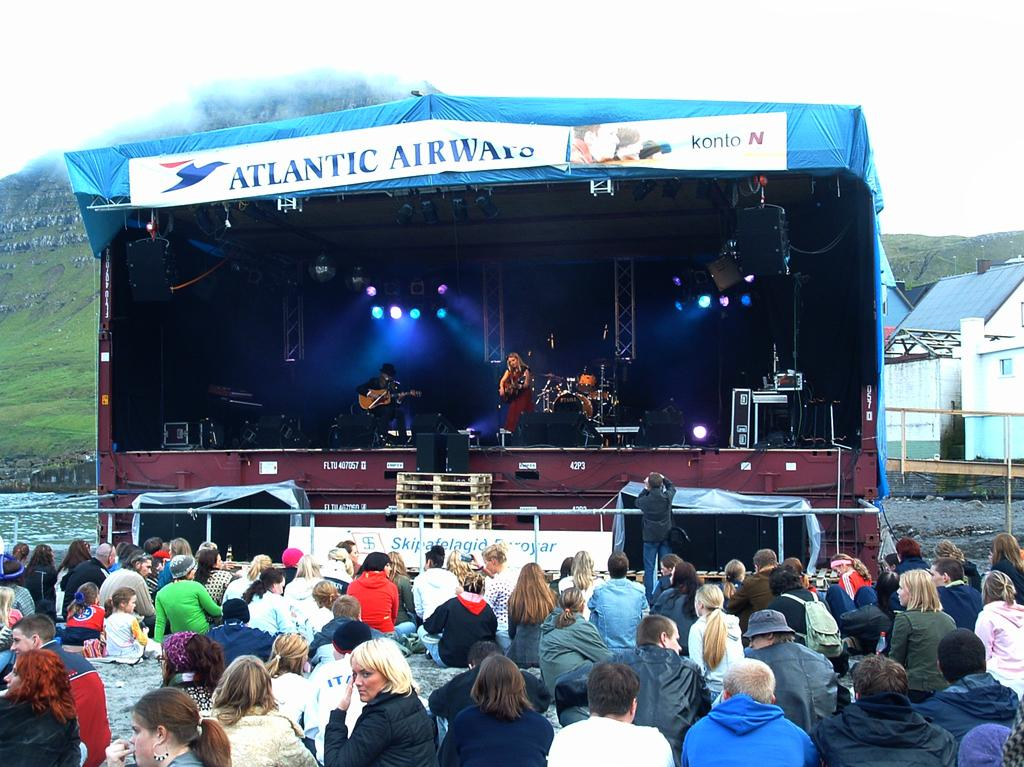
第一屆（2004）G! Festival

現在的法羅人，除了過去傳統的音樂文化之外，更為人所知的是法羅群島上為數眾多的音樂節。最具知名度的「G! Festival」每年七月於東島的北格塔舉辦，通常會在夏日祭典聖奧拉夫節之後，與克拉克斯維克的「Summarfestivalurin」並列為法羅群島最大的兩個音樂節。
G! Festival結合了法羅群島壯麗的自然景色與法羅人熱情好客的性格，是一項非常創新的文化活動，匯集了國際與當地的音樂家共襄盛舉，成為法羅音樂文化中獨特的一個片段。相較之下，Summarfestivalurin更適合家庭遊樂，除了音樂表演之外，更有遊樂場設置、小丑在音樂節中演出，許多的法羅人或外地遊客都會攜家帶眷來參與，甚至在當地露營。

## 藝術與文學
法羅群島獨立於北海，長期遠離歐洲大陸，因此留下了許多獨特而多元的文化。他們有著悠久的口傳文學傳統，在起初並沒有很好地被書寫下來；不過，仍然有三大部分重要的文學：歷史（sagnir）、故事（ævintyr）與民謠，多半會伴隨著音樂與中世紀的連鎖舞（Chain Dance）演出。

### 體育
自1985年成立以來，每兩年舉辦一次島嶼運動會。1989年由該群島主辦，法羅群島在2009年運動會位居榜首。法羅人在丹麥名義下參與歐洲運動會和奧林匹克運動會。

### 藝術

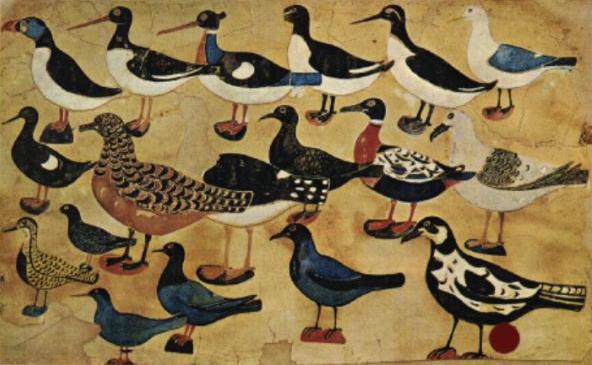
Díðrikur á Skarvanesi的畫作

法羅人的藝術以繪畫為主，但歷史並不長，長年陰雨造成光線的缺乏，或是地理位置的隔離使得繪畫材料難以進入法羅群島，可能都是造成藝術發展較晚的原因。然而，法羅人的藝術仍然相當獨特；除此之外，他們也把大部分的主題放在法羅群島的自然景觀。
目前能找到最古老、可稱作法羅藝術起源的畫家名為Díðrikur á Skarvanesi（1802–1865），是來自Skarvanes的農夫；他的畫作以現實與虛構出的鳥類為主，搭配著生動的色彩，例如最具知名度的畫作《Moon Doves》。他的畫作目前也有五幅被保留了下來，存放在法羅群島的藝術博物館「Listasavn Føroya」。除此之外，畫家Niels Kruse（1871–1951）也開啟了法羅人繪製自然風景的傳統，Niels自學繪畫，1924年時，畫作甚至受到丹麥的博物館青睞收藏，這是法羅藝術家第一次得到群島之外的肯定。藝術的先行者們為法羅人後世的藝術發展奠下基礎，19世紀末期，法羅的藝術環境開始發展，隨著民族運動的興起，藝術思想跟著對國家、民族的熱愛一同在20世紀達到高峰。
新一代的藝術家不盡然使用繪畫來表達他們對法羅群島的熱愛，因此在題材上有了不同的發展，例如古典現代主義的 Janus Kamban（1913–2009）、配色師 Ruth Smith （1913–1958）、圖形藝術家 Elinborg Lützen（1915–1995），以及偉大的抽象派大師 Ingálvur av Reyni（1920–2005）。現在的法羅藝術，也正朝著不同的題材開展，而不再侷限於家園景觀。

### 音樂與舞蹈
法羅人的音樂，以人聲歌唱為主，傳統上也很少有使用樂器的狀況，可以說是一個相當熱愛唱歌、也專注於唱歌的民族。在20世紀後，由於貿易發達，才漸漸有了樂器傳入，但也通常都在首都托爾斯港流行；鄉村地區仍然喜愛傳統的民謠，以及連鎖舞。同時，音樂和舞蹈常常是一起並行的，除了最流行的連鎖舞之外，還有小步舞曲（Minuet）跟波卡舞曲（Polka）。

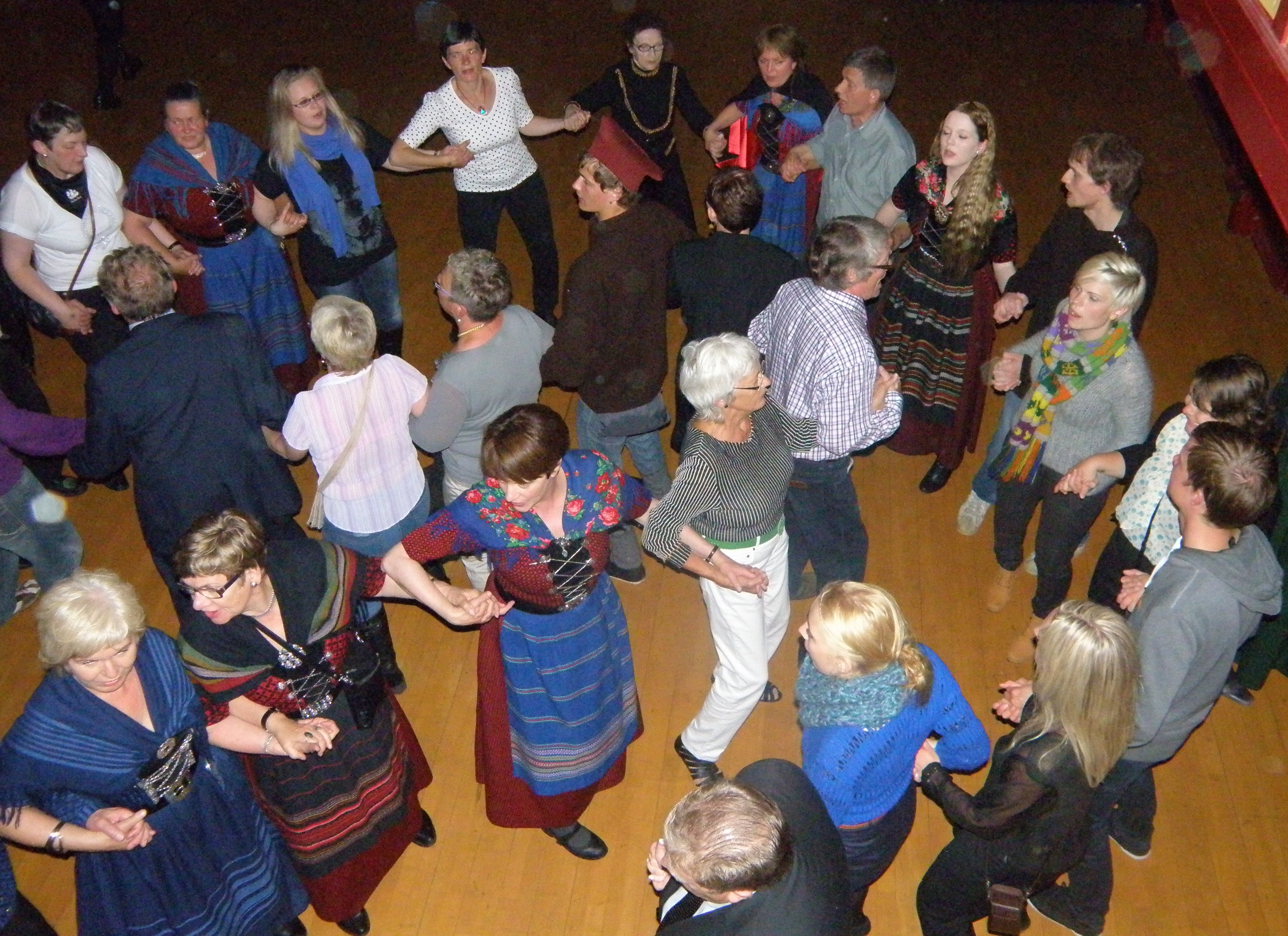
法羅人以連鎖舞慶祝夏日祭典「Ólavsøka」

法羅的傳統民謠有三大類別：Kvæði、Tættir與Vísir。Kvæði是最重要的一類，可以長達數百節加上許多的合唱段落，它的主題也非常多樣──可能是歷史上的英雄故事，也會與當代政治、時事相關，或是傳說故事，但英雄故事仍是最古老的一環。Kvæði過去被認為是法羅人在維京時期獨立的創作，近期則有研究認為，它應該是出自冰島的薩迦或是童謠（Rímur）。Tættir則是偏向諷刺類的歌曲，和Kvæði有相似之處，不過，它的主題更偏向在地化，和法羅群島的地方風情、人物有關。
法羅人的連鎖舞（Chain Dance）非常特別，從中世紀流傳至今，而且在歐洲其他地區不會見到，因為當初法羅人的連鎖舞被視為異教徒而遭到教會禁止。連鎖舞通常搭配著歌曲，不會有樂器，歌曲則是以具有法羅腔調的丹麥語或法羅語演唱，帶領唱歌的舞者被稱為「skipari」。傳統上就是圍成一個圈舞動，但若是參與的人數太多，就會在圍圈的同時加入一些擺動的動作。舞蹈本身的組成相當簡單──牽起彼此的手，形成圓圈，向左跳兩步、向右跳一步，然後注意不要撞到對方的雙腿；當越來越多人加入舞圈時，圓圈會慢慢彎曲，並在裡面再形成一個新的圓。很可惜的是，在年輕一輩的法羅人裡，這樣的舞蹈文化也並不流行了。

### 文學
法羅人的文學，在中世紀時仍以口頭流傳為主，分为歷史（sagnir）、故事（ævintyr）與民謠（Kvæði）三大類別，其中民謠在19世紀時有許多被抄錄下來。法羅人並沒有產生在北歐一帶相當盛行的薩迦故事，但冰島的《Færeyinga saga》被認為是最初提到法羅群島的成文文獻，講述了早期的歷史。過去長期以丹麥語作為通行語言的法羅人，在他們的英雄民謠、舞蹈中一定程度地保留了古日耳曼與北歐的文學，例如查理大帝和齊格弗里德（尼貝龍根之歌的主角）的故事。除此之外，法羅人沒有發展出一套獨立而悠久的文學傳統，加上法羅語直到19世紀末才被系統化、標準化的創制，因此法羅人在近一、兩百年來才漸漸發展出成文的作家文學。